# حميد القلاف
حميد سيد محمد حميد يوسف القلاف (مواليد 10 أغسطس 1987) لاعب كرة قدم كويتي. يجيد اللعب في مركز حراسة المرمى مع منتخب الكويت الوطني و النادي القادسية في الدوري الكويتي الممتاز.

## روابط خارجية
- حميد القلاف على موقع ناشيونال فوتبول تيمز (الإنجليزية)
- حميد القلاف على موقع Soccerway.com (الإنجليزية)
- حميد القلاف على موقع كووورة